# Zheng Shuyin
Zheng Shuyin (1 de maig de 1994) és una esportista xinesa que competeix en taekwondo.
Va participar en els Jocs Olímpics de Rio de Janeiro 2016, obtenint una medalla d'or en la categoria de +67 kg. Va guanyar una medalla de plata al Campionat Mundial de Taekwondo de 2015.

## Palmarès internacional
| Jocs Olímpics     | Jocs Olímpics            | Jocs Olímpics | Jocs Olímpics |
| Any               | Lloc                     | Medalla       | Categoria     |
| ----------------- | ------------------------ | ------------- | ------------- |
| 2016              | Rio de Janeiro ( Brasil) | 1             | +67 kg        |
| Campionat del món |                          |               |               |
| Any               | Lloc                     | Medalla       | Categoria     |
| 2015              | Txeliàbinsk ( Rússia)    | 2             | –73 kg        |